# Griffon (héraldique)
Pour les articles homonymes, voir griffon.

De gueules au griffon d'argent.

Le griffon est une figure imaginaire qui intégra les armoiries dès la fin du Moyen Âge.
Dans le jeu des luttes d'influence entre le lion royal de l'ouest et l'aigle impériale de l'est, le griffon, associant courage et force de l'un et ruse et vigilance de l'autre, semblait promis à un franc succès héraldique. Il est de fait assez fréquent, mais peut-être plus dans les ornements extérieurs de l'écu que sur son champ.
Le griffon se blasonne comme l'aigle pour les ailes et comme le lion pour le reste.
L'héraldique anglaise connaît un griffon mâle désailé, le dos et les genoux hérissés de piquants.
La dynastie régnant sur le duché de Poméranie jusqu'en 1637, dont le blason comporte un griffon, est parfois appelée la maison des Griffon. Aujourd'hui, plusieurs régions et villes de Poméranie utilisent des griffons sur leurs blasons, par exemple:
- Mecklembourg-Poméranie-Occidentale, un Land de la République fédérale d'Allemagne;
- ville de Greifswald en Poméranie allemande;
- voïvodie polonaise de Poméranie-Occidentale[1];
- villes de Białogard, Darłowo (griffon marin (en)) et Słupsk (demi-griffon) en Poméranie polonaise.

## Illustrations

Le griffon en tant que support dans les grandes armes du land de Bade-Wurtemberg.
Saint-Brieuc : d'azur au griffon d'or, armé, becqué et lampassé de gueules.
Scanie : d'or à la tête arrachée de griffon de gueules couronné et langué d'azur.
Armoiries du duché de Poméranie sous Bogusław X avec plusieurs griffons
Blason moderne de la ville de Darłowo en Poméranie polonaise avec le griffon marin